# کیسی دلاکوا
 کیسی دلاکوا (انگلیسی: Casey Dellacqua؛ زادهٔ ۱۱ فوریهٔ ۱۹۸۵) یک تنیس‌باز اهل استرالیا است.